# Johnny Cash
John R. »Johnny« Cash, ameriški country pevec in glasbenik ter televizijski igralec, * 26. februar 1932, Kingsland, Arkansas, ZDA, † 12. september 2003, Nashville, Tennessee, ZDA.
Cash velja za enega najvplivnejših glasbenikov dvajsetega stoletja. Njegova kariera se je začela leta 1954, ko se je preselil v Memphis, da bi se izučil za radijskega voditelja. Ponoči je nastopal v nočnih klubih, kjer je spoznal glasbeni tandem The Tennesse Two. Pregovorila sta ga, da se predstavi založbi Sun Records, kjer so mu po drugem poskusu ponudili pogodbo.
Cashova prva uspešnica je bila skladba »Folsom Prison Blues«, ki se je uvrstila med prvih pet mest ameriške lestvice country hitov. Leta 1957 je pri Sun Records izšel njegov prvi album, ki je bil tudi prvi v zgodovini založbe. S pesmijo »I walk the line« se je Cash prvič uvrstil na vrh country hit-lestvice in med prvih dvajset pop-lestvice.
Že v 1950-ih je Cash začel pijančevati ter jemati poživila in pomirjevala, kar pa ni bistveno vplivalo na njegov komercialni uspeh. Izdal je nekaj uspešnih albumov in leta 1967 je za skladbo »Jackson« prejel grammyja.V letih 1969 do 1971 se je Cash pojavljal na TV ekranih kot voditelj. V televizijski oddaji The Johnny Cash Show pri ABC Network je gostil številne glasbenika in tudi sam prijel za kitaro. Med drugim je spoznal Boba Dylana, s katerim sta kasneje odigrala legendarni koncert »The Nashville Session«.
Leta 2003, štiri mesece po smrti njegove druge žene June Carter, je Cash po dolgotrajni bolezni umrl. Nanj v zadnjih letih spominjajo biografije, igrani film I walk the line, izšlo pa je tudi nekaj plošč s posnetki, ki jih je naredil tik pred smrtjo ter precej arhivskih izdaj.

## Zasebno življenje

### Rojstvo in prvi začetki
26. februarja 1932 v Kingsland, Arkansas  se je kot četrti izmed sedmih otrok Rayu Cashu (13. maj 1897, Kingsland, Arkansas – 23. december, 1985, Hendersonville, Tennessee) in Carrie Cloveree (rojeni Rivers; 13. marec, 1904,  Rison, Arkansas – 11. marec 1991, Hendersonville, Tennessee) rodil Johnny Cash. Starša sta ga poimenovala J. R. Cash, ker si nista mogla izmisliti imena. Ko se je Cash prijavil v Air Force, mu niso pustili, da bi kot ime uporabljal začetnice, zato je začel uporabljati ime John R. Cash. Leta 1955, ko je nastopal za Sun Records, je privzel »Johnny Cash« za svoje odrsko ime.
Njegovi bratje in sestre so bili: Roy, Margaret Louise, Jack, Reba, Joanne in Tommy. Njegov brat Tommy Cash je prav tako postal uspešen country glasbenik.
Marca 1935, ko je bil Cash star tri leta, se je družina preselila v Dyess, Arkansas. Pri petih letih je začel delati na poljih bombaža, kjer je med delom pel z družino. Družinska kmetija je bila najmanj dvakrat poplavljena, kar mu je pozneje bil navdih za pesem »Five Feet High and Rising«. Družinska revščina in njegov osebni boj med gospodarsko krizo sta služila kot navdih za veliko njegovih pesmi, še posebej tistih o ljudeh, ki se soočajo s posebnimi težavami.
Cash je se je zelo zgledoval po starejšem bratu Jacku. Maja 1944 je Jacka potegnilo v krožno žago v mlinu kjer je delal in ga skoraj prežagalo na pol. 20. maja 1944 je po več kot tednu umrl, star 15 let. Cash je pogosto govoril o krivdi, ki jo je čutil glede tega incidenta. Kot piše v Cash: The Autobiography, tisti dan ni bilo doma očeta, a John, njegova mama ter brat Jack so imeli čudne slutnje, zaradi katerih je mati hotela preprečiti Jacku odhod v službo. Ta je vztrajal, ker je družina potrebovala denar. Na smrtni postelji je Jack govoril, da vidi angele in nebesa. Desetletja kasneje je Cash povedal, da se veseli ponovnega srečanja z bratom v nebesih.
V Cashovih zgodnjih spominih so prevladovali gospeli in radio. Mama in otroški prijatelj sta ga naučila igrati kitaro. V srednji šoli je pel na lokalnem radiu; desetletja pozneje je izdal album tradicionalnih gospelov, imenovan My Mother's Hymn Book. Globoko ga je tudi zaznamovala tradicionalna irska glasba, ki jo je slišal tedensko, na radiu Jack Benny.
Cash se je 7.julija 1950 prijavil v Vojno letalstvo Združenih držav Amerike. Po osnovnem usposabljanju v bazi Lackland Air Force in tehničnem usposabljanju v Brooks Air Force bazi, obe v  San Antoniu,  je bil Cash dodeljen k enoti U. S. Air Force Security Service, kjer je delal kot operator Morsejeve abecede za Sovjetsko armado v Landsbergu; tam je imel svoj prvi band The Landsberg Barbarians. Bil je prvi radio operater, ki je prestregel novico, da je umrl Josip Stalin. Ko je bil 3. julija 1954 kot narednik odrešen služenja vojaškega roka, se je vrnil v Teksas.

### Poroke in družina
18. julija 1951, medtem ko je bil na vojaškem usposabljanju, je Cash spoznal 17-letno Vivian Liberto na drsališču v njenem domačem San Antoniu. Zmenkarila sta 3 tedne, dokler ni bil Cash vpoklican na služenje vojaškega roka v Nemčijo za 3 leta. Med tem časom si je par pošiljal stotine strani ljubezenskih pisem. 7. avgusta 1954, mesec dni po tem, ko je odšel iz vojske, sta se poročila v cerkvi sv. Anne v San Antoniu. Obred je izvedel njen stric, Oče Vincent Liberto. Imela sta štiri hčerke: Rosanne, Kathy, Cindy in Taro. Casheva odvisnost od drog in alkohola, nenehne turneje in afere z drugimi ženskami ter njegovo razmerje z bodočo ženo, so vodile v ločitev z Vivian leta 1966.
Leta 1968, 13 let po tem, ko sta se srečala v zaoderju Grand Ole Opry, je Cash zaprosil June Carter, znano country pevko, med nastopom v Londonu. Poročila sta se 1.marca 1968 v Franklinu, Kentucky. Imela sta enega otroka, John Carter Cash (rojen 3. marec 1970). Skupaj sta nadaljevala delo in turneje naslednjih 35 let, dokler ni June Carter umrla 2003. Cash je umrl le 4 mesece pozneje. Carterjeva je soavtorica enega njegovih največjih hitov, »Ring of Fire«. Skupaj s Cashom sta osvojila 2 grammya za njun duet.
Vivian Liberto si svoji drugačno verzijo pesmi »Ring of Fire« in trdi, da je Cash dal zasluge za ta hit Carterjevi samo zaradi denarnih razlogov.

### Dediščina
Cash je naredil raziskavo svojih prednikov in ugotovil, da so večinoma Škoti in Angleži. Raziskave so pokazale, da je po očetovi strani potomec Malcolma IV Škotskega. Po srečanju z zdaj že mrtvim majorjem Michaelom Crichton-Stuartom iz Falklanda, je Johnny izsledil družinsko drevo do 11.stoletja. Jezero Cash in ostali kraji v Fife nosijo ime njegove družine.
Čeprav med predniki ni imel avtohtonih Američanov, jim je bil zelo naklonjen. Svoje občutke je pokazal v marsikateri pesmi, tudi v Apache Tears in The Ballad of Ira Hayes. Prav tako je izdal album z naslovom Bitter Tears: Ballads of the American Indian.

## Zadnja leta
Leta 1997 so Cashu diagnosticirali Shy-Dragerjev sindrom. Bolezen so povezovali tudi z diabetesom. Bolezen je skrajšala Cashevo turnejo. Leta 1998 je bil zaradi resne pljučnice hospitaliziran. Pljučnica mu je poškodovala pljuča. Med boleznijo je izdal dva albuma: American III: Solitary Man (2000) in American IV: The Man Comes Around (2002), kot odgovor na bolezen. Video za pesem iz American IV je zdaj prepoznan kot »njegov epitaf,« in je prejel veliko pozitivnih kritik.
June Carter Cash je umrla 15. maja 2003 v starosti 73 let. June je rekla Cashu, naj nadaljuje z delom, zato je nadaljeval snemanje pesmi in dokončal 60 pesmi v zadnjih štirih mesecih svojega življenja. 5. julija 2003 je na svojem zadnjem javnem nastopu pred pesmijo »Ring of Fire« prebral izjavo o svoji ženi, ki jo je napisal malo pred nastopom:
The spirit of June Carter overshadows me tonight with the love she had for me and the love I have for her. We connect somewhere between here and heaven. She came down for a short visit, I guess, from heaven to visit with me tonight to give me courage and inspiration like she always has.

## Smrt
Johnny Cash je 12. septembra 2003 med hospitalizacijo v Nashvillu zaradi komplikacij diabetesa ob približno 14.00 uri umrl, star 71 let. Umrl je manj kot 4 mesece po ženini smrti, zato je mnogo ugibanj. da je umrl tudi od žalosti. Pokopan je poleg žene v Hendersonville Memory Gardens blizu svojega doma v zvezni državi Nashville, Tennessee, ZDA.
24. maja 2005 je Vivian Liberto, Cashova prva žena in mati Rosanne Cash in ostalih hčerk umrla v 72. letu starosti. Umrla je zaradi komplikacij pri operaciji pljučnega raka. Ta dan je bil Rosannin 50. rojstni dan.
Junija 2005 so Cashev dom ob jezeru dali na dražbo, kjer ga je januarja 2006 kupil Barry Gibb, vokalist skupine Bee Gees. Za dom sta odštela 2,3 milijona dolarjev. Aprila 2007 je pri restavriranju večjega dela zemljišča nastal spontani vžig zaradi laka, ki so ga uporabljali delavci. Cashov dom je bil popolnoma uničen.
23. februarja 2010, tri dni pred Cashevim 78. rojstnim dnevom, so njegova družina, Rick Rubin in glasbena založba Lost Highway Records izdali drug posthumen album z naslovom American VI: Ain't No Grave.